# Pore nucléaire
 (juillet 2023).
Si vous disposez d'ouvrages ou d'articles de référence ou si vous connaissez des sites web de qualité traitant du thème abordé ici, merci de compléter l'article en donnant les références utiles à sa vérifiabilité et en les liant à la section « Notes et références ».
Les pores nucléaires sont de grands complexes protéiques (poids moléculaire estimé à 125 000 kDa) traversant l'enveloppe nucléaire, qui est une double membrane entourant le noyau des cellules eucaryotes. Les pores nucléaires permettent les échanges entre le noyau et le cytoplasme. Il existe environ 100 protéines de types différents appelées nucléoporines qui entrent dans la composition du pore. Il y a entre 2000 et 6000 pores par noyaux (1/3 de la surface). Les pores nucléaires ont été découverts par la chercheuse française Valérie Doye au début des années 1990, découverte qui lui a valu la médaille d'argent du CNRS.

## Structure du pore nucléaire

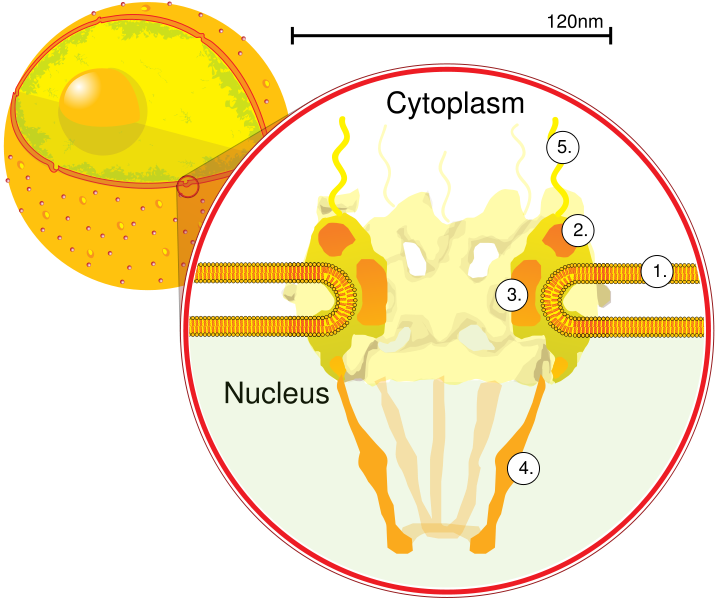
Structure d'un pore nucléaire. 1. Enveloppe nucléaire. 2. Anneau cytoplasmique. 3. Anneau interne. 4. Panier. 5. Filaments. (Dessin basé sur des images de microscopie électronique)

Le pore est constitué de deux anneaux (un sur la face nucléaire, l'autre sur la face cytoplasmique) de symétrie radiale orthogonale. Le diamètre extérieur du pore est de 150 nm environ. Le diamètre intérieur (c’est-à-dire l'ouverture proprement dite) est d'environ 45 nm. Sa face cytoplasmique comporte 8 fibrilles de 50 nm de long s'étendant vers le cytoplasme tandis que la face nucléaire comporte également des fibrilles qui se rejoignent pour former une structure en forme de panier de 100 nm de hauteur.
Le complexe formant le pore nucléaire (nuclear pore complex, NPC) présente une symétrie d'ordre 8 : les deux anneaux présentent 8 rayons disposés autour du tunnel central.
Un troisième anneau plus petit se situe dans le nucléoplasme et est relié à l'anneau nucléoplasmique par des filaments radiaires qui vont former une cage, le "panier nucléaire". Cette cage sera en relation avec le réseau du cortex nucléaire (lamina nucléaire) sous-membranaire.

## Composition chimique
Seule la moitié des protéines qui constituent les pores nucléaires sont connues. On les appelle nucléoporines.
- Certaines d'entre elles ont des sites de fixation à l'ADN ou à l'ARN, ce qui facilite la régulation du transport.
- Des lamines peuvent se lier aux protéines de la membrane interne pour former la lamina nucléaire. Cette lamina s'interrompt au niveau des pores nucléaires.

## Fonction
Les pores nucléaires permettent les échanges entre le noyau et le cytoplasme dans les deux sens (importation et exportation), phénomène appelé translocation.
Des mesures ont été effectuées sur la lignée cellulaire HeLa et il a été remarqué que pour permettre la division de la cellule lors de la mitose, le noyau doit importer 500 000 protéines ribosomiques pour pouvoir exporter 14 000 sous-unités ribosomiques.
Ceci signifie que 100 protéines ribosomiques et l'équivalent de 3 ribosomes transitent chaque minute par chaque pore.

## Types de transports
Transport passif : ions, acides aminés, oses, protéines légères, etc.
Les molécules dont le poids moléculaire est inférieur à 40 à 50 kDa peuvent passer dans le noyau en passant par la même voie que les ions (sur les côtés du canal central) Plus une molécule est grande, plus sa vitesse de passage est faible : une molécule de 20 kDa passe en 2 à 3 minutes alors qu’une de 40 kDa met 20 à 30 minutes.
Transport actif : Il peut se faire dans les deux sens grâce à des molécules d'importations. En effet, l'intérieur du pore est pratiquement entièrement obstrué par des fibrilles constitués de nucléoporines contenant des motifs répétés phénylalanine-glycine (motifs FG) par conséquent les molécules de taille supérieure à 44 kDa ne peuvent franchir cette barrière à moins qu'elles ne soient prises en charge par des protéines transporteur appelées karyophérines (importines ou exportines). Ces transporteurs ont la particularité de se lier aux domaines FG et donc de pouvoir franchir le pore avec leur cargaison.
- Importation : Seules les protéines possédant un signal de localisation nucléaire peuvent être prises en charge par les importines.
- Exportation : Seules les protéines possédant une étiquette SEN peuvent être prises en charge par les exportine (CRM1).

L'exportation a été mise en évidence grâce à l'étude du VIH : les ARNm viraux ne pouvant sortir du noyau librement, ils codent une protéine REV qui contient une séquence NES et s'attachent à cette protéine qui sera prise en charge par les exportines.
Certaines protéines peuvent faire la navette entre cytoplasme et noyau telles les hnRNp (participent au transport des ARNm), les facteurs de transcriptions ou les protéines REV.
Des études fonctionnelles ont montré que des particules d'une taille maximale d'environ 40 nm pouvaient traverser les pores. Pour donner un ordre de grandeur, un ribosome fait environ 30 nm de diamètre.
Note : ne peuvent pas faire le transport d’un ribosome tout entier (les sous unités une a une)